# Giulio Cesare Corradi
Pour les articles homonymes, voir Corradi.
Giulio Cesare Corradi (Parme, vers 1650 - Venise ?, 1702) est un librettiste d'opéra italien.

## Sa vie
On connaît très peu sa vie. Entre 1674 et 1702, il écrivit au moins vingt-deux livrets pour les théâtres d'opéra vénitiens, mis en musique notamment par Ziani, Legrenzi et Albinoni.

## Style
Les livrets de Corradi se signalent par une action animée et des effets spectaculaires pour l'époque. La plupart d'entre eux sont fondés sur des arguments historiques.

## Œuvres (sélection)
- La schiava fortunata (1674), musique de Ziani
- La divisione del mondo (1675), musique de Legrenzi
- Germanico sul Reno (1676), musique de Legrenzi
- Creso (1681), musique de Legrenzi
- I due Cesari (1683), musique de Legrenzi
- Il gran Tamerlano (1689), musique de Ziani
- Domizio (1696), musique de Ziani
- Primislao primo re di Boemia (1697), musique de Albinoni
- Tigrane re d'Armenia (1697), musique de Albinoni
- Egisto re di Cipro (1698), musique de Ziani